# Безводная (приток Курджипса)
Безводная (в середине течения Працюха; устар. Прусская) — река в России, протекает по территории Майкопского района Адыгеи. Устье реки находится в 37 км по левому берегу реки Курджипс. Длина реки — 18,8 км (без балки Новикова — 9,3 км), площадь водосборного бассейна — 69,2 км².
В XX веке верховье реки считалось отдельным водотоком, — балкой Новикова длиной 9,5 км.
Берёт начало у станицы Безводной (бывшей Прусской). Принимает слева приток — балку Старикова (7,5 км). Впадает в Курджипс в станице Курджипская.

## Данные водного реестра
По данным государственного водного реестра России относится к Кубанскому бассейновому округу, водохозяйственный участок реки — Белая. Речной бассейн реки — Кубань.
Код объекта в государственном водном реестре — 06020001112108100004670.